# Lennon (Michigan)
Lennon – wieś w Stanach Zjednoczonych, w stanie Michigan, w hrabstwie Genesee.